# Pokot (film)

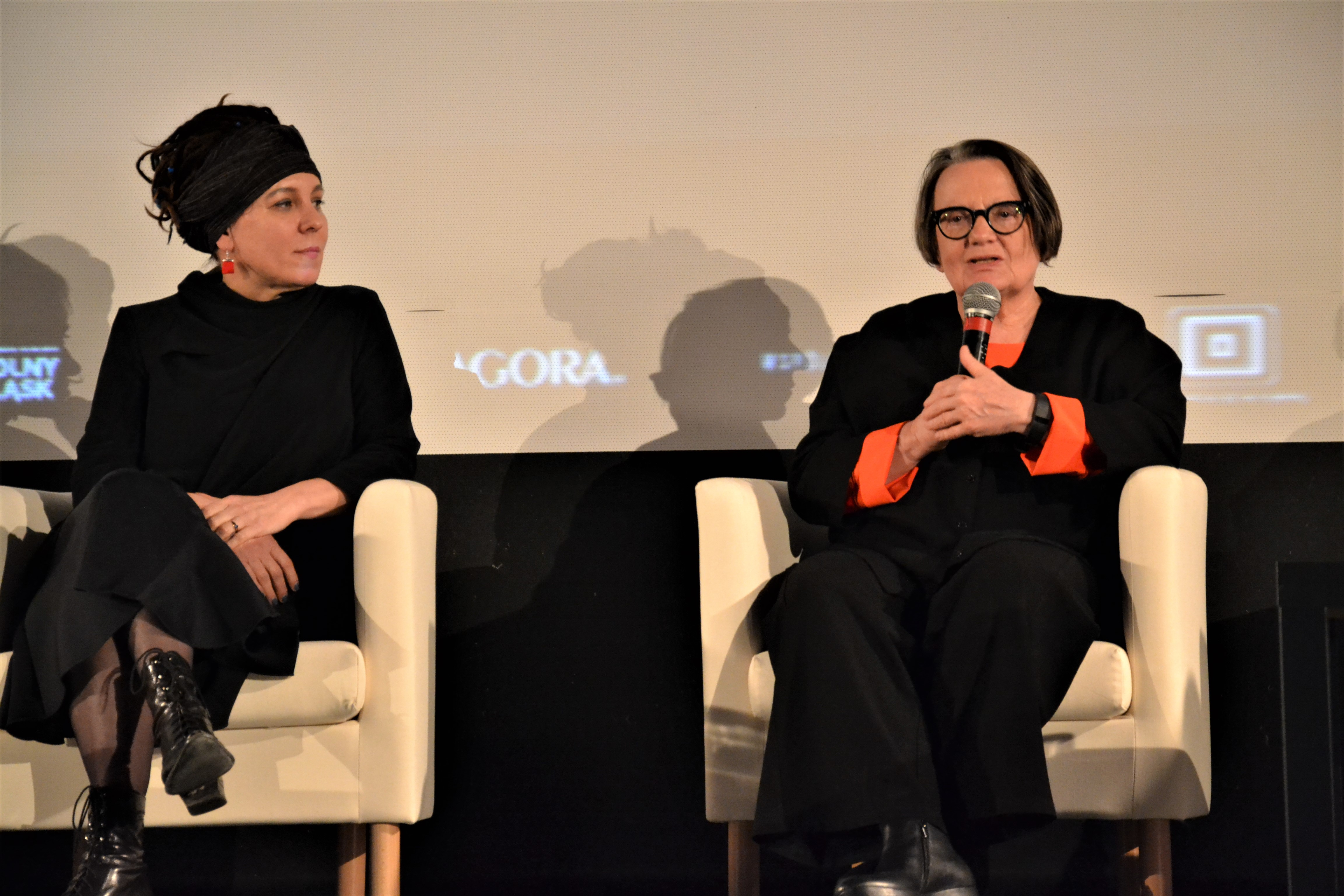
Tokarczuk i Holland w Nowej Rudzie

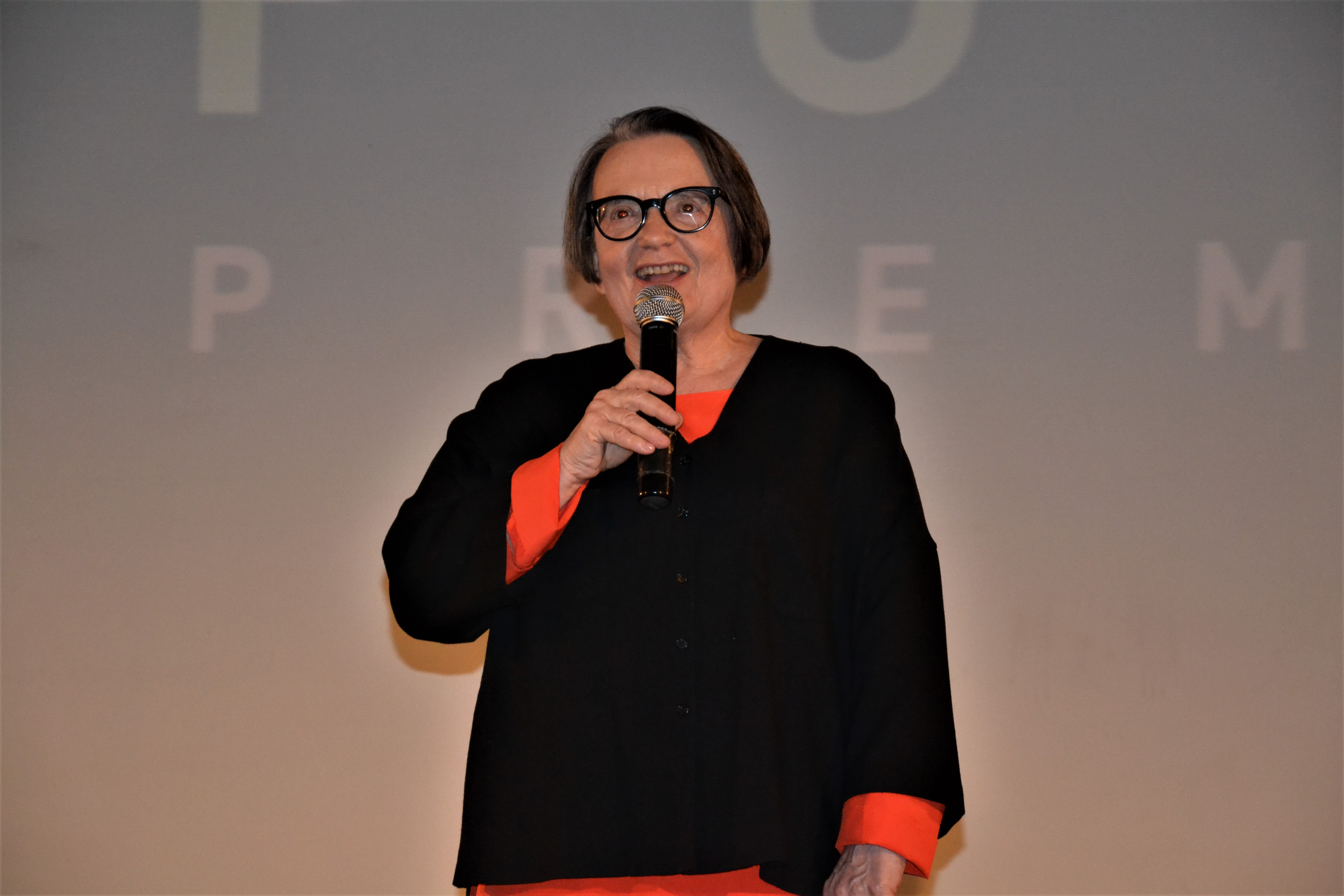
Agnieszka Holland

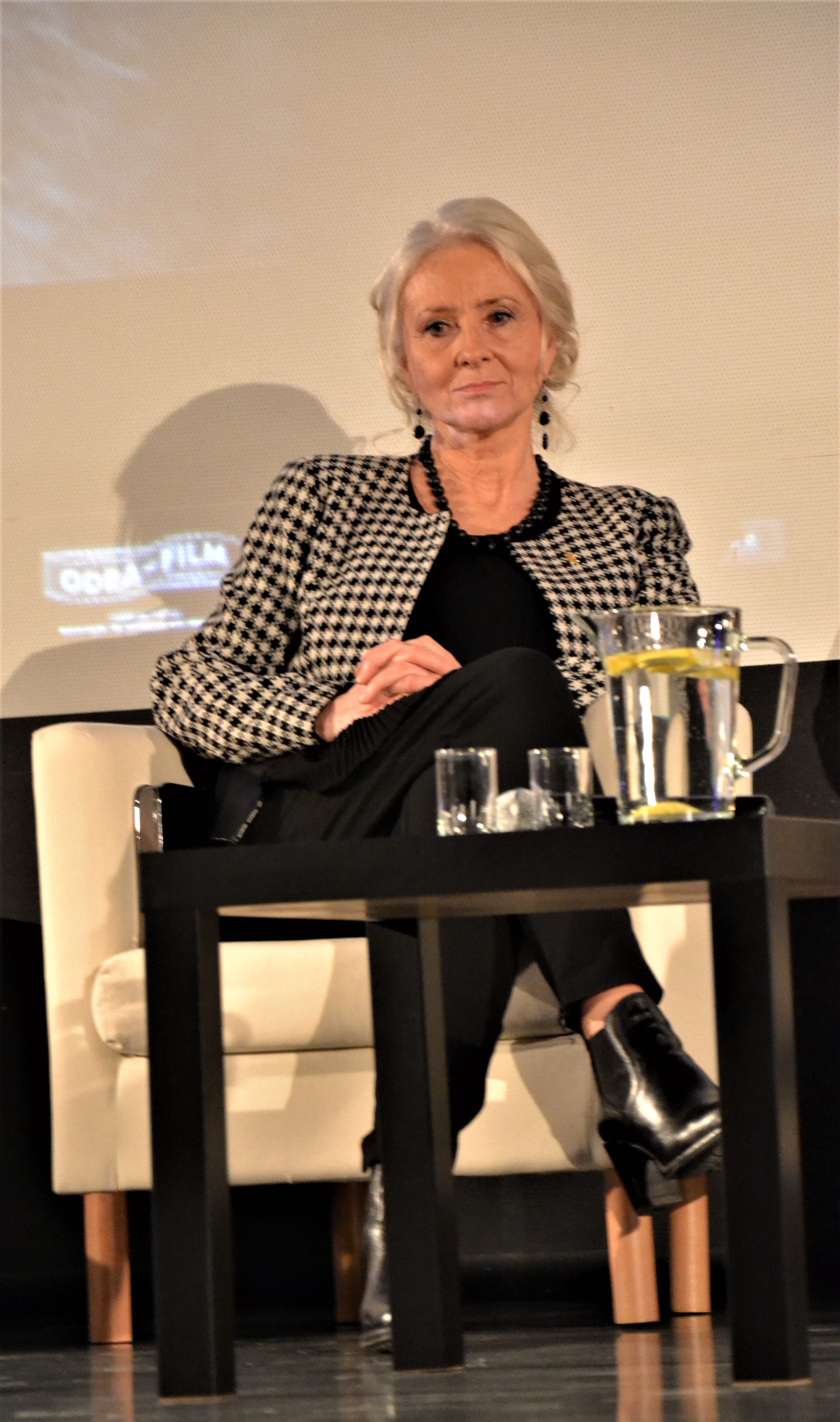
Agnieszka Mandat

Pokot – polsko-niemiecko-czesko-szwedzko-słowacki dramat kryminalny z 2017 roku w reżyserii Agnieszki Holland i Kasi Adamik, powstały na podstawie powieści Prowadź swój pług przez kości umarłych (2009) Olgi Tokarczuk.

## Fabuła
Film opowiada historię starszej kobiety, Janiny Duszejko, emerytowanej pani inżynier, nauczycielki języka angielskiego w szkole. Główna bohaterka jest wegetarianką, która zajmuje się astrologią i mieszka we wsi położonej na skraju Kotliny Kłodzkiej w Sudetach. Duszejko po serii morderstw dokonywanych na kłusownikach i myśliwych, których wspólną pasją jest polowanie, rozpoczyna prywatne śledztwo.
Pierwowzorem postaci głównej bohaterki była m.in. Teresa Chmura-Pełech.

Chciałabym, żeby myślistwo tu mocno zabrzmiało, ale to historia starszej kobiety, która toczy walkę z patriarchalnym światem. Myślistwo jest metaforą władzy, zawsze tak było. To jest klucz do rozumienia mechanizmów, z którymi i dziś mamy do czynienia.

Olga Tokarczuk

## Obsada
- Agnieszka Mandat jako Janina Duszejko
- Wiktor Zborowski jako Świętopełk Świerszczyński
- Jakub Gierszał jako Dyzio
- Patrycja Volny jako Dobra Nowina
- Miroslav Krobot jako Boros Sznajder
- Borys Szyc jako Jarosław Wnętrzak
- Tomasz Kot jako prokurator Świerszczyński
- Andrzej Grabowski jako prezes[4]
- Andrzej Konopka jako komendant
- Zofia Wichłacz jako matka Matogi
- Katarzyna Herman jako żona prezesa
- Marcin Bosak jako ksiądz Szelest
- Sebastian Pawlak jako listonosz
- Piotr Żurawski jako strażnik miejski
- Katarzyna Skarżanka jako dyrektorka szkoły
- Artur Krajewski jako drugi Wąsaty
- Aldona Struzik jako sekretarka w komendzie
- Maciej Namysło jako śledczy

## Produkcja
Producentem filmu było Studio Filmowe Tor, a koproducentami: Heimatfilm GmbH (Niemcy), Nutprodukce (Czechy), The Chimney Group (Szwecja), Nutprodukcia (Słowacja), Narodowy Instytut Audiowizualny, Odra Film, HBO Polska oraz Agora SA.
Zdjęcia do filmu kręcone były m.in. w: Białej Wodzie, Broumovie (kościół Piotra i Pawła), Bystrzycy Kłodzkiej, Międzygórzu, Nowej Rudzie (szkoła), Siennej, Ząbkowicach Śląskich.

## Festiwale, nagrody
Pokot miał swoją premierę światową na 67. MFF w Berlinie, gdzie zaprezentowano go w konkursie głównym. Jury wyróżniło go Nagrodą im. Alfreda Bauera za innowacyjność. Niektóre wypowiedzi Agnieszki Holland i Olgi Tokarczuk na Berlinale zostały krytycznie przyjęte przez część prasy prawicowej w Polsce.
9 września 2017 komisja oscarowa Polskiego Instytutu Sztuki Filmowej pod przewodnictwem Pawła Pawlikowskiego postanowiła zgłosić Pokot jako polskiego kandydata do Oscara dla najlepszego filmu nieanglojęzycznego. Pawlikowski stwierdził, że „Pokot to uniwersalna, bardzo starannie zrealizowana opowieść niewątpliwie poszerzająca pole naszej wrażliwości. Ten gatunkowy patchwork jest niezwykle aktualny i sprawia, że wciąż warto zadawać podstawowe pytania. To film o tym, czy warto zawalczyć o dobro tego, co nas otacza, o przyrodę i słabszych od nas. Pokot to obraz z mocnym przesłaniem, w dodatku będący ważnym kobiecym głosem, a twórczość kobiet jest coraz szerzej obecna w kinie światowym ostatnich lat”.
Podczas 30. ceremonii wręczenia Europejskich Nagród Filmowych, która odbyła się 9 grudnia 2017 roku w Berlinie, Katarzyna Lewińska otrzymała nagrodę Najlepszego Europejskiego Kostiumologa.
Na 42. Festiwalu Polskich Filmów Fabularnych w Gdyni nagrodę za najlepszą reżyserię otrzymały Agnieszka Holland i Kasia Adamik, natomiast Janusz Kaleja nagrodę za najlepszą charakteryzację.
Film był nominowany do nagród Polskiej Akademii Filmowej, Orłów, w sześciu kategoriach, m.in.: najlepszy film i najlepsza reżyseria, jednak nie udało się zdobyć żadnej statuetki.

## Premiera
Prapremiera filmu odbyła się 22 lutego 2017 w Poznaniu.
Uroczysta polska premiera filmu odbyła się 24 lutego 2017 w kinie Miejskiego Ośrodka Kultury w Nowej Rudzie z udziałem: Agnieszki Holland, Patrycji Volny, Olgi Tokarczuk, Agnieszki Mandat, Joanny Machy, Janusza Wąchały (Studio Filmowe Tor), Karoliny Korwin Piotrowskiej.